# Wretched - La madre oscura
Wretched - La madre oscura (The Wretched) è un film del 2020 diretto dai The Pierce Brothers.
Pellicola horror statunitense con Brett e Drew Pierce, noti come The Pierce Brothers, registi e autori della sceneggiatura. 

## Trama
1985: una ragazzina viene assunta come babysitter da una famiglia. Attirata in cantina da un rumore, l'adolescente viene attaccata da una donna dalle sembianze mostruose e rinchiusa lì dentro da un uomo. Giorni nostri: l'adolescente Ben va a vivere da suo padre mentre i genitori stanno divorziando; contestualmente inizia a lavorare nello stabilimento portuale di proprietà dell'uomo, ritrovandosi ad avere interazioni contrastanti con colleghi e clienti. Nel frattempo, una famiglia di vicini di casa fa un'escursione in un bosco: mentre madre e figlio sono lì, il bambino viene attirato verso uno strano albero dal quale si sente provenire l'imitazione della voce di sua madre. Tornando a casa, i due investono un cervo: la madre decide di macellarlo e consumarlo, tuttavia le viscere dell'animale escono da lui in modo molto strano. Quella notte, una strana creatura fuoriesce dall'animale: il giorno dopo, subito dopo aver scoperto la scomparsa del suo figlio minore dalla culla, la donna viene attaccata dalla creatura che si impossessa di lei. 
Ben inizia nel frattempo ad ambientarsi nel posto, stringendo un legame sempre più stretto con una ragazza ma venendo nel contempo umiliato da tutti gli altri nel corso di una festa. Dopo un inizio positivo, proprio a causa di tale festa il ragazzo entra in contrasto con suo padre e con la sua nuova compagna Sara, che comunque sembra disposta a dargli una seconda possibilità. Il ragazzo inizia nel contempo a sentire strani rumori provenire dalla casa dei vicini; il piccolo Dillon, a cui il ragazzo insegna vela, dimostra inoltre di essere letteralmente terrorizzato da sua madre. Un pomeriggio il bambino si rifugia in casa di Ben, il quale si ritrova a mandare via la madre del piccolo dopo che la donna lo ha minacciato pesantemente. Quando il bambino per la prima volta non si presenta a lezione, Ben va a chiedere spiegazioni e si ritrova davanti il padre di quest'ultimo, il quale appare sinceramente convinto di non avere figli. Accortosi di strane incisioni sotto la porta del vicino, Ben indaga sul web, e scopre che in realtà è un simbolo legato alla stregoneria. Da qui inizierà ad utilizzare del sale come protezione e per contrastare i poteri della creatura. 
Dopo aver continuato ad osservare i vicini e aver documentato uno strano amplesso tra di loro, Ben si introduce nella loro cantina e scopre alcuni feticci ed una foto che dimostra l'intenzione della creatura di catturare anche Lily, sorella di Mallory, la collega di Ben della quale il ragazzo è sempre più innamorato. Ben prova ad avvisare l'amica, tuttavia la ragazza ha già rimosso l'esistenza di sua sorella. Il ragazzo si precipita al campo estivo per cercare di salvarla, ma fallendo, a causa di una rissa provocata da un altro ragazzo che lo ha preso di mira da tempo. Sara assiste alla colluttazione e interviene per separarli, ma Lilly viene ormai portata via dalla creatura con le sembianze umane.  
Ben riesce a individuare l'albero al di sotto del quale vengono portati i bambini rapiti. Tornato a casa, Ben scopre che suo padre è con la polizia a causa dell'effrazione che lui ha compiuto poco prima: l'uomo è convinto che Ben si stia drogando e lo vuole rispedire da sua madre per poi portarlo in una clinica. 
Quando Ben resta da solo con Sara, il ragazzo si rende conto che ormai anche lei è posseduta dalla creatura: ne nasce una colluttazione con un coltello, in seguito alla quale Ben viene arrestato. Sara ipnotizza un poliziotto che invece di portare Ben in questura lo porta in un bosco per ucciderlo. L'uomo viene interrotto da un cane con cui Ben aveva interagito in precedenza: il poliziotto spara quindi al cane (che poi lo rivedremo nel finale bendato, ma stando bene insieme al suo padrone al porto) ferendolo, tuttavia prima di sparare a Ben ha una lotta interiore e si suicida. Nel frattempo, Sara cerca di persuadere Liam a non andare da suo figlio: l'uomo si insospettisce e va così anche lui nella cantina dei vicini, scoprendo la verità. Sara attacca dunque Liam, tuttavia l'intervento di Ben armato di pistola scongiura il peggio e determina la morte della creatura. A questo punto, il ragazzo recupera i ricordi che aveva perso per colpa della stregoneria: ricorda quindi di avere un fratello minore rimasto solo in casa, che proprio in quel momento viene rapito da una creatura. 
Ben contatta dunque Mallory, la quale nel frattempo si è ricordata di sua sorella e accetta di recarsi con lui presso l'albero maledetto, di cospargerlo con il sale e di entrare al suo interno per salvare i bambini ancora vivi. Ben scopre la creatura mentre divora Dillon, tuttavia i loro rispettivi fratelli sono ancora vivi, ne nascono quindi una serie di scontri, che vedono il protagonista avere la meglio, anche grazie all'aiuto del padre di Ben accorso alla guida. 
Mallory è a colloquio con una psicologa che sta seguendo Lilly per via dei traumi subiti. Prima della fine dell'incontro, la dottoressa chiede spiegazioni sulla testimonianza della bambina in merito al fuoco appiccato sull'albero maledetto. Mallory finge di non saperne nulla, ipotizzando si trattasse di uno degli incubi della sorellina. 
Alla fine di tale triste vicenda, i genitori di Ben e Nathan si riuniscono per il bene dei ragazzi e per la convalescenza di Liam, che ha comunque subito dei danni lievi durante la colluttazione. Prima che tutti rientrino presso la casa della madre di Ben, il ragazzo trova finalmente il coraggio di baciare Mallory. 
Durante il viaggio, Ben inizia ad essere perplesso in quanto si accorge che il fiore regalatogli da Mallory mentre si salutavano, è finto.  
Si è visto più volte, durante il film, come I fiori veri appassissero in maniera istantanea vicino alla presenza della creatura. 
La scena finale mostra Mallory con uno sguardo enigmatico, mentre è su una barca al largo con dei ragazzini. Questo dimostra che la creatura sia riuscita in qualche modo a salvarsi e trasferirsi nel corpo della giovane.

## Produzione
Le riprese si sono tenute presso le località di Omena e Northport, in Michigan. Il compositore della colonna sonora Devin Burrows ha visitato tutti i luoghi in cui erano previse le riprese prima di comporre la colonna sonora del film. Il budget investito per la realizzazione dell'opera ammonta a circa 66 mila dollari.

## Distribuzione
Presentato per la prima durante il Fantasia International Film Festival nel luglio 2019, il film è stato distribuito nei cinema statunitensi a partire dal 1º maggio 2020. A causa della pandemia di Covid-19, la distribuzione è avvenuta principalmente in drive in.

## Accoglienza

### Incassi
Fra i pochi film distribuiti nel maggio 2020 a causa della pandemia di Covid-19, il film ha trascorso 6 weekend consecutivi, un risultato non ottenuto da nessun altro film dai tempi di Avatar. Globalmente, il film ha incassato 4,3 milioni di dollari al botteghino.

### Critica
Sull'aggregatore Rotten Tomatoes il film riceve il 75% delle recensioni professionali positive con un voto medio di 6,2 su 10 basato su 110 critiche, mentre su Metacritic ottiene un punteggio di 61 su 100 basato su 15 critiche.